# 염작초등학교
염작초등학교는 대한민국 충청남도 아산시에 있는 초등학교다.

## 연혁
- 1967. 03. 01 둔포초등학교 염작분교장 설치 인가
- 1969. 04. 01 염작초등학교 개교
- 1982. 03. 01 벽지학교(㉱지역) 지정
- 1985. 03. 08 병설유치원 개원
- 1991. 04. 01 벽지형 급식학교로 지정
- 2001. 01. 01 벽지학교 해재, 농어촌진흥학교(㉮) 지정
- 2005. 03. 01 벽지학교(㉱지역) 재지정
- 2013. 10. 16 충남 100대 교육과정 최우수교(교육감 표창)
- 2013. 12. 24 학교평가 충남 최우수교(2년연속, 교육감 표창)
- 2013. 12. 24 자율장학 우수교(교육감 표창)
- 2013. 12. 31 충남학력 뉴프로젝트 2.0 추진 우수교(교육감 표창)
- 2014. 10. 13 충남 100대 교육과정 최우수학교(교육감)
- 2014. 12. 11 전국 100대 교육과정 최우수학교(교육부)
- 2015. 02. 13 제44회 졸업(1,586명)
- 2015. 02. 28 벽지학교 해제, 농어촌 진흥학교(가) 지정
- 2015. 03. 01 진로체험 연구학교 지정
- 2015. 03. 01 초등학교 6학급, 유치원 1학급 편성가
- 2017. 03. 01 초등학교 22학급(특수1), 유치원 3학급 이전 개교
- 2017. 09. 01 초등 35학급(특수1, 다문화1), 유치원 3학급 편성
- 2018.03. 01 초등 35학급(특수1, 다문화1), 유치원 3학급 편성

## 참고 자료
- 염작초등학교 - 한국교육학술정보원 학교알리미